# Поштовий штемпель

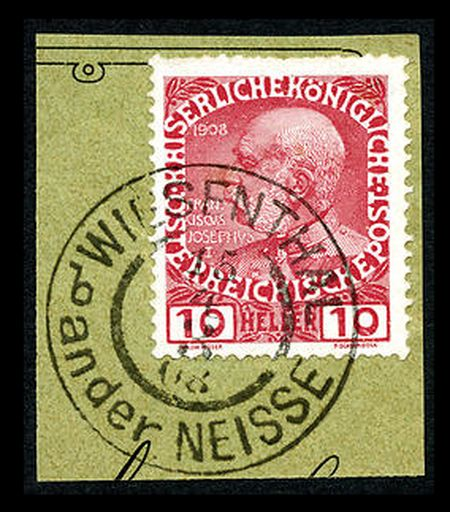
Австрійська поштова марка з поштовим штемпелем

Поштовий штемпель — пристрій, який застосовує пошта для отримання штемпельних відбитків ручним або механічним способом, котрі використовують для гасіння знаків поштової оплати, підтвердження прийому поштового відправлення, контролю за маршрутом і часом перебування в дорозі, нанесення будь-яких позначок, або відтиск такого пристрою.